# Coniopteryx helvola
Coniopteryx helvola är en insektsart som beskrevs av Zakharenko 1987. Coniopteryx helvola ingår i släktet Coniopteryx och familjen vaxsländor. Inga underarter finns listade i Catalogue of Life.